# Alexander Payer
Alexander Payer, né le 12 septembre 1989, est une snowboarder autrichien spécialisé dans les épreuves de slalom parallèle.

## Palmarès

### Championnats du monde
- Championnats du monde 2023 à Bakouriani (Géorgie) :
  -  Médaille de bronze en slalom géant parallèle.

### Coupe du monde
- 12 podiums 2 victoires.

#### Détails des victoires
| Épreuve / Édition | Slalom parallèle | Slalom géant parallèle |
| ----------------- | ---------------- | ---------------------- |
| 2017-2018         |                  | Cortina d'Ampezzo      |
| 2022-2023         | Winterberg       |                        |